# Komando v sukních
Komando v sukních (v anglickém originále All the Queen's Men, tj. Všichni královnini muži) je americký hraný film z roku 2001, který režíroval Stefan Ruzowitzky. Film popisuje snahu čtyřčlenného britského komanda získat německý šifrovací stroj Enigmu.

## Děj
V roce 1944 americký poručík O'Rourke v italské Perugii ukořistí šifrovací stroj Enigmu. V uniformě německého majora je však zajat britskými vojáky, Enigma je z rozkazu jejich velitele zničena a O'Rourke zajat. Dostane však možnost odjet se speciálním komandem do továrny v Berlíně, aby zde přístroj získal. Spolu s ním vyrazí travestie umělec Tony Parker, odborník na šifry Johnno a úředník Archie. Protože v továrně pracují výhradně ženy, musí se členové oblékat a chovat jako ženy. Po výsadku se spojí s Romy, která pomáhá spojencům. Tony se v Berlíně setká se svým bývalým milencem Franzem, který jim rovněž pomůže dostat se do továrny. Po mnoha peripetiích se jim podaří vrátit se i s přístrojem do Británie.

## Obsazení
| Matt LeBlanc      | O’Rourke           |
| Eddie Izzard      | Tony Parker        |
| James Cosmo       | Archie             |
| David Birkin      | Johnno             |
| Udo Kier          | generál Landssdorf |
| Oliver Korittke   | Franz              |
| Nicolette Krebitz | Romy               |
| Edward Fox        | velitel Aiken      |
| Karl Markovics    | hauptsturmführer   |
| Sissi Perlinger   | zpěvačka Paloma    |